# Festival di Berlino 1985

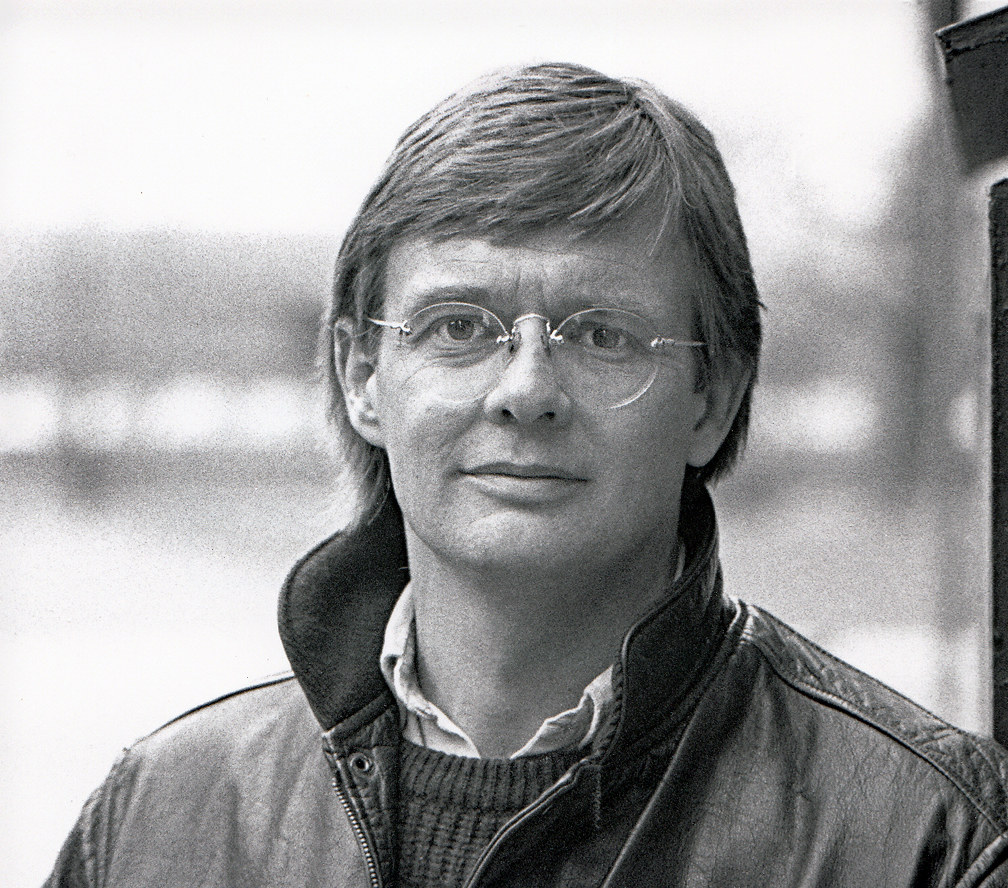
Il regista danese Bille August, vincitore di due premi per Busters verden proiettato nella sezione Kinderfilmfest.

La 35ª edizione del Festival internazionale del cinema di Berlino si è svolta a Berlino dal 15 al 26 febbraio 1985, con lo Zoo Palast come sede principale. Direttore del festival è stato per il sesto anno Moritz de Hadeln.
L'Orso d'oro è stato assegnato ex aequo al film tedesco La signora e lo straniero di Rainer Simon e al film britannico Il mistero di Wetherby di David Hare.
Il festival è stato aperto dal film 2010 - L'anno del contatto di Peter Hyams, proiettato fuori concorso.
La retrospettiva di questa edizione è stata dedicata agli effetti speciali nel cinema.

## Storia
(Il regista e sceneggiatore Wolfgang Kohlhaase, membro della giuria internazionale.)
Il 1985 fu un anno caratterizzato dagli sforzi di Moritz de Hadeln di espandere la Berlinale su vari fronti. Da tempo il direttore del festival era interessato a sviluppare stretti contatti con la scena cinematografica degli Stati Uniti e se il concorso stava diventando sempre più una piattaforma per le grandi produzioni americane, l'Info-Schau e il Forum internazionale del giovane cinema puntarono su film e documentari indipendenti e underground. L'intenzione di de Hadeln di rafforzare la presenza americana fu confermata dalla retrospettiva dedicata agli effetti speciali, che riscosse un enorme successo e offrì un nutrito numero di film tanto che iniziò una settimana prima dell'apertura del festival.

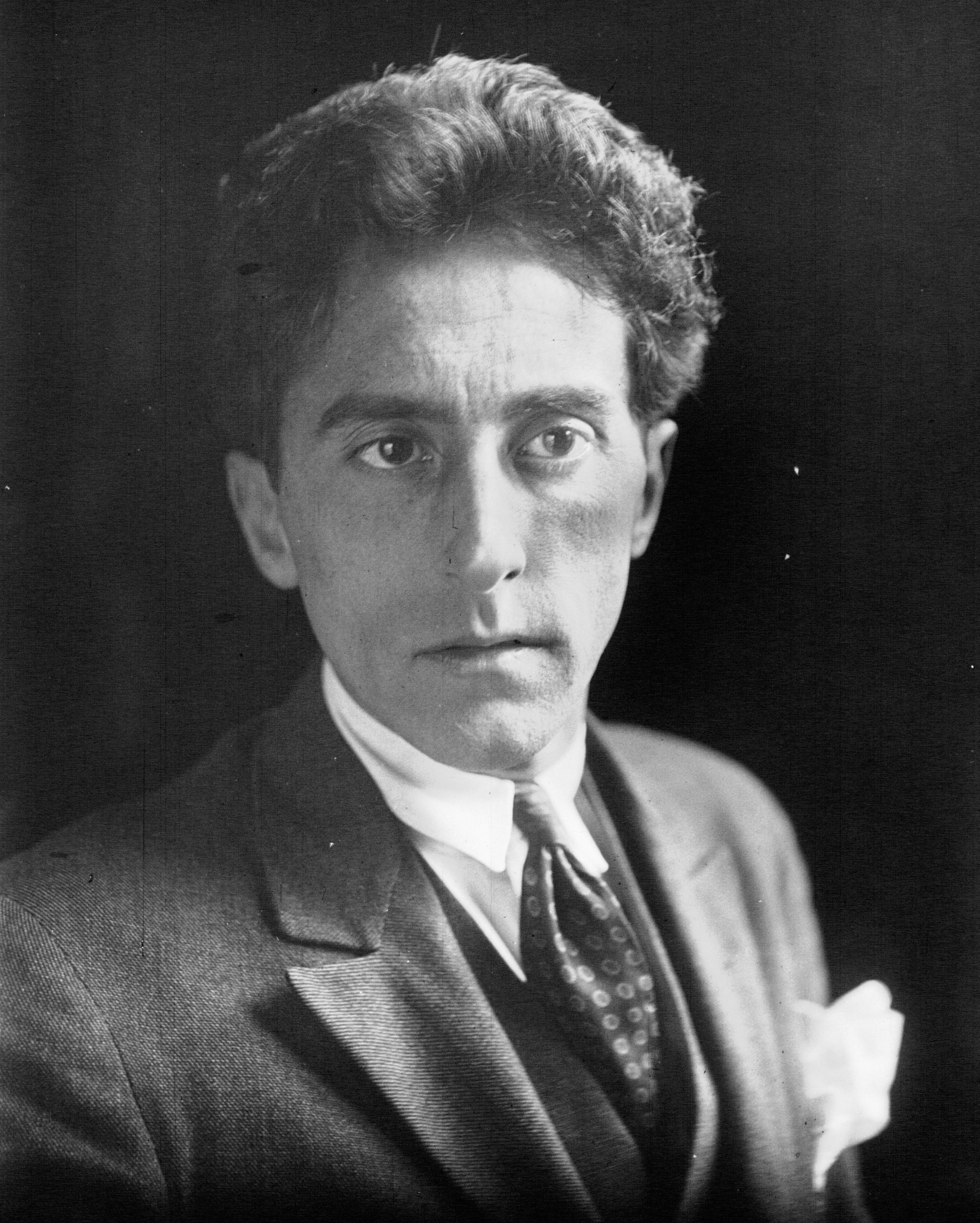
Tre film del francese Jean Cocteau sono inclusi nella retrospettiva del 1985.

Il programma della retrospettiva fu accompagnato da una mostra sul tema ideata dallo scrittore e filmologo Rolf Giesen e allestita dalla fondazione Deutsche Kinemathek, mentre la prevista installazione di un'enorme sagoma di King Kong sul tetto dell'Europa-Center non venne realizzata a causa della mancanza di fondi.
Sulla linea della spesso evocata "funzione mediatrice" di Berlino e della Berlinale, de Hadeln espresse anche il desiderio di estendere il collegamento con l'Europa orientale: dopo il successo del Panorama mediterraneo dell'anno precedente, l'Info-Schau allestì un Panorama sul Mar Baltico che mostrò film da Polonia, Unione Sovietica, Paesi scandinavi, Germania Est e Ovest. Allo stesso tempo la direzione lavorò per migliorare le relazioni con il Festival di Cannes e il cinema francese. La visita del senatore berlinese Volker Hassemer a Cannes e la nomina dell'attore Jean Marais a presidente della giuria a Berlino furono interpretati come gesti che andavano in questa direzione.
Fu proprio il cinema transalpino ad attirare l'attenzione nel concorso di quest'anno con il poliziesco Pericolo nella dimora di Michel Deville, Les Enfants di Marguerite Duras (che oltre ad una menzione speciale della giuria si aggiudicò il Premio CIDALC e il Premio CICAE Art Cinema) e soprattutto Je vous salue, Marie di Jean-Luc Godard, che in un momento di grande influenza politica sull'industria cinematografica ebbe le carte in regola per uno scandalo. Ci fu una certa apprensione da parte del ministero degli interni di Bonn riguardo all'invito del film che in Francia aveva causato le violente proteste dei circoli cattolici, in particolare dei sostenitori del vescovo Lefebvre che lo avevano accusato di blasfemia e avevano tentato di impedirne la proiezione pubblica. A Berlino le polemiche furono molto meno accese e il film fu accolto positivamente, aggiudicandosi il premio INTERFILM e una menzione d'onore dall'Organisation Catholique Internationale du Cinéma. Sul quotidiano La Stampa, la giornalista e critica Lietta Tornabuoni scrisse: «Je vous salue, Marie non suscita proteste né violenze, nulla di paragonabile all'ira sdegnata e al fallito tentativo di sequestro giudiziario che il film ha provocato tra alcuni gruppi cattolici francesi».
Nell'Info-Schau, Manfred Salzgeber rivolse l'enfasi tematica alle sottoculture urbane e soprattutto alla scena underground americana, un orientamento che avrebbe modellato considerevolmente anche il profilo della sezione "Panorama" dell'anno successivo. Tra i numerosi esempi ci furono i documentari Gringo di Lech Kowalski e Before Stonewall di Greta Schiller e Robert Rosenberg, che affrontavano rispettivamente le storie dei tossicodipendenti del Lower East Side di New York e il movimento americano per i diritti degli omosessuali, la black comedy Screamplay di Rufus Butler Seder, America and Lewis Hine di Nina Rosenblum sul pioniere della fotografia sociale Lewis Hine, e It Don't Pay to Be an Honest Citizen di Jacob Burckhardt, thriller ironico con William Burroughs e Allen Ginsberg come protagonisti.
Il Forum confermò il suo interesse per i temi politici con il documentario The Times of Harvey Milk di Rob Epstein, che ripercorreva la vita e la carriera dell'attivista e politico statunitense assassinato nel 1978, e Secret Honor di Robert Altman, racconto immaginario in cui Richard Nixon (interpretato da Philip Baker Hall) ripercorreva la propria esistenza attraverso un lungo monologo. Anche il cinema tedesco tentò di fare i conti con il proprio passato con il documentario in tre parti Der Prozeß. Eine Darstellung des Majdanek-Verfahrens in Düsseldorf, in cui il regista Eberhard Fechner ricostruì il terzo dei cosiddetti "Processi di Majdanek" celebrato in Germania dal 1975 al 1981, e il documentario Notre nazi di Robert Kramer, girato durante le riprese di Wundkanal di Thomas Harlan a sua volta incluso nel programma.

## Giuria internazionale
- Jean Marais, attore (Francia) - Presidente di giuria[10]
- Max von Sydow, attore (Svezia)
- Alberto Sordi, attore, sceneggiatore e regista (Italia)
- Regimantas Adomaitis, attore (Unione Sovietica)
- Sheila Benson, giornalista e critica cinematografica (Stati Uniti)
- Wolfgang Kohlhaase, sceneggiatore (Germania Est)
- Onat Kutlar, poeta, saggista e sceneggiatore (Turchia)
- Luis Megino, sceneggiatore e produttore (Spagna)
- Ingrid Scheib-Rothbart, responsabile del Goethe-Institut di New York (Germania Ovest)
- Chris Sievernich, produttore (Germania Ovest)
- István Szabó, regista e sceneggiatore (Ungheria)

## Selezione ufficiale

### In concorso
- 2084, regia di Chris Marker (Francia)
- After Darkness, regia di Sergio Guerraz e Dominique Othenin-Girard (Svizzera)
- Ano, regia di Gerik Seko (Cecoslovacchia)
- Le buteur fantastique, regia di Richard Olivier (Belgio)
- Contar hasta diez, regia di Oscar Barney Finn (Argentina)
- Deng-Byod, regia di Hah Myung-joong (Corea del Sud)
- The Descendant of the Snow Leopard (Potomok belogo barsa), regia di Tolomusch Okejew (Unione Sovietica)
- Eftichos, regia di Christos Christodoulidis (Grecia)
- Les Enfants, regia di Marguerite Duras (Francia)[11][12]
- Fuga d'inverno (Mrs. Soffel), regia di Gillian Armstrong (Stati Uniti)
- Hou zi diao yu, regia di Zuwei Shen (Cina)
- Hugo, regia di Gunter Rometsch (Germania Ovest)
- O incrível Senhor Blois, regia di Nuno César de Abreu (Brasile)
- Je vous salue, Marie, regia di Jean-Luc Godard (Francia, Svizzera, Regno Unito)
- Laterna Muzika, regia di Pavel Koutský (Cecoslovacchia)
- Loufa kai parallagi, regia di Nicos Perakis (Grecia)
- Il mistero di Wetherby (Wetherby), regia di  David Hare (Regno Unito)
- Morenga, regia di Egon Günther (Germania Ovest)
- Nineteen Nineteen, regia di Hugh Brody (Regno Unito)
- Noc smaragdového mesíce, regia di Václav Matejka (Cecoslovacchia)
- Nr. 1 - Aus Berichten der Wach- und Patrouillendienste, regia di Helke Sander (Germania Ovest)
- Paradise, regia di Ishu Patel (Canada)
- Pehlivan, regia di Zeki Ökten (Turchia)
- Pericolo nella dimora (Péril en la demeure), regia di Michel Deville (Francia)
- Pizza Connection, regia di Damiano Damiani (Italia)
- Die Praxis der Liebe, regia di Valie Export (Germania Ovest, Austria)
- Ronja Rövardotter, regia di Tage Danielsson (Svezia, Norvegia)
- Seburi monogatari, regia di Sadao Nakajima (Giappone)
- La signora e lo straniero (Die Frau und der Fremde), regia di Rainer Simon (Germania Est)
- Snark, regia di Michel de Vidas (Francia)
- Le stagioni del cuore (Places in the Heart), regia di Robert Benton (Stati Uniti)
- Sterne, regia di Thomas Struck (Germania Ovest)
- Stico, regia di Jaime de Armiñán (Spagna)
- Stilleben, regia di Lutz Deisinger (Germania Ovest)
- Una storia a Los Angeles (Heartbreakers), regia di Bobby Roth (Stati Uniti)
- Szirmok, virágok, koszorúk, regia di László Lugossy (Ungheria)
- Der Tod des weißen Pferdes, regia di Christian Ziewer (Germania Ovest)
- Try To Remember, regia di Stefan Henszelman (Danimarca)
- Wrong World, regia di Ian Pringle (Australia)
- Zum Glück gibt's kein Patent, regia di Monika Funke-Stern (Germania Ovest)
- Zuster Lydia zoekt het geluk, regia di Frank Herrebout (Paesi Bassi)

### Fuori concorso
- 2010 - L'anno del contatto (2010), regia di Peter Hyams (Stati Uniti)
- Brazil, regia di Terry Gilliam (Regno Unito)
- Country, regia di Richard Pearce (Stati Uniti)
- Die Grünstein-Variante, regia di Bernhard Wicki (Germania Ovest)
- Niemanns Zeit - Ein deutscher Heimatfilm, regia di Horst Kurnitzky e Marion Schmid (Germania Ovest)
- Tōkyō saiban, regia di Masaki Kobayashi (Giappone)
- Yamaha yudang, regia di Liang Zhang (Cina)

### Proiezioni speciali
- Ceremonia pogrzebowa, regia di Jacek Bromski (Polonia, Regno Unito)
- Visi di donne (Visages de femme), regia di Désiré Ecaré (Francia, Costa d'Avorio)

### Info-Schau

#### Panorama sul Mar Baltico
- Die 24-Stunden-Stadt, regia di Barry Graves e Waldemar Overkaemping (Germania Ovest)
- 250 grammi (250 grammaa - radioaktiivinen testamentti), regia di Pirjo Honkasalo e Pekka Lehto (Finlandia)
- Bakom jalusin, regia di Stig Björkman (Svezia, Danimarca)
- Berget på månens baksida, regia di Lennart Hjulström (Svezia)
- Chloe, regia di Angelika Welz-Rommel (Germania Ovest)
- Domina - Die Last der Lust, regia di Klaus Tuschen (Germania Ovest)
- Erst die Arbeit und dann?, regia di Detlev Buck (Germania Ovest)
- Ein guter Schritt, Böses zu tun, regia di Ernst-August Zurborn (Germania Ovest)
- Haus und Garten, regia di Walter Hettich (Germania Ovest)
- Ideaalmaastik, regia di Peeter Simm (Unione Sovietica)
- Im Innern des Wals, regia di Doris Dörrie (Germania Ovest)
- Isfugle, regia di Søren Kragh-Jacobsen (Danimarca)
- Kein Tango, regia di Martin Hoferer (Germania Ovest)
- No Comments, regia di Lasse Naukkarinen (Finlandia)
- Novembermond, regia di Alexandra von Grote (Germania Ovest)
- Paradiset er ikke til salg, regia di Teit Ritzau (Danimarca)
- Raccolto amaro (Bittere Ernte), regia di Agnieszka Holland (Germania Ovest)
- Richy Guitar, regia di Michael Laux (Germania Ovest)
- Ruth, regia di Jerzy Hoffman (Germania Ovest, Polonia)
- Sad s prizrakom, regia di Olgerts Dunkers (Unione Sovietica)
- Sie drehte sich ja doch, regia di Tania Stöcklin (Germania Ovest)
- Sny i marzenia, regia di Janusz Petelski e Pawel Pitera (Polonia)
- Eine sonderbare Liebe, regia di Lothar Warneke (Germania Est, Germania Ovest)
- Torpedonoscy, regia di Semёn Aranovič (Unione Sovietica)
- Zhenshchina i chetvero yeyo muzhchin, regia di Algimantas Puipa (Unione Sovietica)

#### Altri film
- America and Lewis Hine, regia di Nina Rosenblum (Stati Uniti)
- The Angelic Conversation, regia di Derek Jarman (Regno Unito)
- L'arbre sous la mer, regia di Philippe Muyl (Francia)
- Banned From Earth, regia di Niccolo Caldararo e Tom Wells (Stati Uniti)
- Before Stonewall, regia di Greta Schiller e Robert Rosenberg (Stati Uniti)
- Boatman, regia di Tikoy Aguiluz (Filippine)
- Cauchemar, regia di Ahmed Yachfine (Marocco)
- Charade, regia di John Minnis (Canada)
- Dances Sacred and Profane, regia di Dan e Mark Jury (Stati Uniti)
- Desirée, regia di Felix de Rooy (Paesi Bassi)
- Doris Chase: Portrait Of an Artist, regia di Robin Schanzenbach (Stati Uniti)
- Elsie Says Moo, regia di Lon Casler Bixby (Stati Uniti)
- Fidan, regia di Erdogan Tokatli (Turchia)
- I figli del guardaboschi (Die Försterbuben), regia di Peter Patzak (Austria, Germania Ovest)
- Firar, regia di Şerif Gören (Turchia)
- Gebroken spiegels, regia di Marleen Gorris (Paesi Bassi)
- Gringo, regia di Lech Kowalski (Stati Uniti)
- Holi, regia di Ketan Mehta (India)
- It Don't Pay to Be an Honest Citizen, regia di Jacob Burckhardt (Stati Uniti)
- El juguete rabioso, regia di Aníbal Di Salvo e José María Paolantonio (Argentina)
- Louise... l'insoumise, regia di Charlotte Silvera (Francia)
- Il lungo inverno, regia di Ivo Barnabò Micheli (Italia, Germania Ovest)
- Lust in the Dust, regia di Paul Bartel (Stati Uniti)
- Le meilleur de la vie, regia di Renaud Victor (Francia)
- Nanas de espinas, regia di Pilar Távora (Spagna)
- Noite, regia di Gilberto Loureiro (Brasile)
- Ostria - To telos tou paihnidiou, regia di Andreas Thomopoulos (Grecia)
- Parker, regia di Jim Goddard (Regno Unito)
- Patricia's Neighborhoodwall, regia di A.C. Warden (Stati Uniti)
- Paul Cadmus: Enfant Terrible at 80, regia di David Sutherland (Stati Uniti)
- The People vs. Dan White, regia di Steve Dobbins (Stati Uniti)
- I poli pote den koimatai, regia di Andreas Tsilifonis (Grecia)
- Prostituzione (Streetwalkin'), regia di Joan Freeman (Stati Uniti)
- Pursuit/Flight, regia di Marilyn M. Cherenko (Canada)
- Screamplay, regia di Rufus Butler Seder (Stati Uniti)
- Sleep Tight, regia di Kenneth Bowser (Stati Uniti)
- Sleepwalker, regia di Saxon Logan (Regno Unito)
- O Som, ou Tratado de Harmonia, regia di Arthur Omar (Brasile)
- Streetwise, regia di Martin Bell (Stati Uniti)
- Table For One, regia di Doris Chase (Stati Uniti)
- Tasveer Apni Apni, regia di Mrinal Sen (India)
- La terra in due, regia di Rosemarie Blank (Paesi Bassi)
- Terrore in sala (Terror in the Aisles), regia di Andrew J. Kuehn (Stati Uniti)
- The Times of Harvey Milk, regia di Rob Epstein (Stati Uniti)
- La triche, regia di Yannick Bellon (Francia)
- Tutti dentro, regia di Alberto Sordi (Italia)
- Wer war Edgar Allan?, regia di Michael Haneke (Austria, Germania Ovest)
- White Elephant, regia di Werner Grusch (Regno Unito)

### Forum internazionale del giovane cinema

#### Programma principale
- Ahlam el Madina, regia di Mohamed Malas (Siria)
- Aldis, regia di Giuseppe M. Gaudino (Italia)
- Annas Lied, regia di Ingrid Fischer (Germania Ovest)
- Archie Shepp: Je suis jazz... c'est ma vie, regia di Frank Cassenti (Francia, Stati Uniti)
- Breaking the Silence: The Generation After the Holocaust, regia di Edward A. Mason (Stati Uniti)
- Cabra Marcado Para Morrer, regia di Eduardo Coutinho (Brasile)
- Los chicos de la guerra, regia di Bebe Kamin (Argentina)
- The Communists Are Comfortable, regia di Ken Kobland (Stati Uniti)
- Dublyor nachinaet deystvovat, regia di Ernest Yasan (Unione Sovietica)
- Du verbe aimer, regia di Mary Jimenez (Perù, Belgio)
- Dzikow Stary, regia di Hans Fels (Paesi Bassi)
- Ein Film für Bossak und Leacock, regia di Klaus Wildenhahn (Germania Ovest)
- Euskadi, regia di Otar Ioseliani (Francia)
- I favoriti della luna (Les Favoris de la lune), regia di Otar Ioseliani (Francia, Italia, Unione Sovietica)
- La femme de l'hôtel, regia di Léa Pool (Canada)
- Flügel und Fesseln, regia di Helma Sanders-Brahms (Germania Ovest, Francia)
- Frida, Naturaleza Viva, regia di Paul Leduc (Messico)
- Il gabinetto del dottor Caligari (Das Cabinet des Dr. Caligari), regia di Robert Wiene (Germania)
- Giulia in ottobre, regia di Silvio Soldini (Italia)
- Gossliwil, regia di Hans Stürm e Beatrice Leuthold (Svizzera)
- Go Tell It on the Mountain, regia di Stan Lathan (Stati Uniti)
- Gyakufunsha kazoku, regia di Gakuryū Ishii (Giappone)
- Hamara Shahar - Bombay, Our City, regia di Anand Patwardhan (India)
- A határozat, regia di Judit Ember e Gyula Gazdag (Ungheria)
- Idol, regia di Feliks Falk (Polonia)
- Ikite wa mita keredo - Ozu Yasujirō den, regia di Kazuo Inoue (Giappone)
- In This Life's Body, regia di Corinne Cantrill (Australia)
- Jean Cocteau: Autoportrait d'un inconnu, regia di Edgardo Cozarinsky (Francia)
- Kemira: Diary of a Strike, regia di Tom Zubrycki (Australia)
- Die Kümmeltürkin geht, regia di Jeanine Meerapfel (Germania Ovest)
- Leben in Wittstock, regia di Volker Koepp (Germania Est)
- Lucy, regia di Verena Rudolph (Germania Ovest)
- Manoel dans l'île des merveilles, regia di Raúl Ruiz (Portogallo, Francia)
- Los motivos de Berta, regia di José Luis Guerín (Spagna)
- Namibia? Für uns noch immer Südwest, regia di Norbert Bunge (Germania Ovest)
- Nieder mit den Deutschen, regia di Dietrich Schubert (Germania Ovest)
- Nocaut, regia di José Luis García Agraz (Messico)
- Notre nazi, regia di Robert Kramer (Francia, Germania Ovest)
- Orinoko, nuevo mundo, regia di Diego Rísquez (Venezuela)
- La présence réelle, regia di Raúl Ruiz (Francia)
- Der Prozeß. Eine Darstellung des Majdanek-Verfahrens in Düsseldorf, regia di Eberhard Fechner (Germania Ovest)
- La regina Kelly (Queen Kelly), regia di Erich von Stroheim (Stati Uniti)
- Rising Tones Cross, regia di Ebba Jahn (Germania Ovest)
- Der Ruf der Sibylla, regia di Clemens Klopfenstein (Svizzera)
- Satsuma moso biwa, regia di Atsushi Suwa (Giappone)
- Die Schwärmer, regia di Hans Neuenfels (Germania Ovest)
- Secret Honor, regia di Robert Altman (Stati Uniti)
- Shuffle, regia di Gakuryū Ishii (Giappone)
- Själen är större än världen, regia di Stefan Jarl (Svezia)
- Sugar Baby (Zuckerbaby), regia di Percy Adlon (Germania Ovest)
- Survivors: The Blues Today, regia di Cork Marcheschi e Robert Schwartz (Stati Uniti)
- Tarang, regia di Kumar Shahani (India)
- Társasutazás, regia di Gyula Gazdag (Ungheria)
- Umi-tori shimokita hanto hamasekine, regia di Noriaki Tsuchimoto (Giappone)
- Verführung: Die grausame Frau, regia di Elfi Mikesch e Monika Treut (Germania Ovest)
- The Way It Is, regia di Eric Mitchell (Stati Uniti)
- Which Side Are You On?, regia di Ken Loach (Regno Unito)
- Wundkanal, regia di Thomas Harlan (Francia, Germania Ovest)

- "Jazzfilme"
- Ascensore per il patibolo (Ascenseur pour l'échafaud), regia di Louis Malle (Francia)
- Begone Dull Care, regia di Evelyn Lambart e Norman McLaren (Canada)
- Big Ben: Ben Webster in Europe, regia di Johan van der Keuken (Paesi Bassi)
- Black and Tan, regia di Dudley Murphy (Stati Uniti)
- Boogie-Woogie Dream, regia di Hans Burger (Stati Uniti)
- Charlie Parker/Dizzy Gillespie, regia di Bill Seasman (Stati Uniti)
- The Connection, regia di Shirley Clarke (Stati Uniti)
- The Interview, regia di Ernest Pintoff (Stati Uniti)
- Jammin' the Blues, regia di Gjon Mili (Stati Uniti)
- The Last of the Blue Devils, regia di Bruce Ricker (Stati Uniti)
- Marion Brown - See the Music, regia di Theodor Kotulla (Germania Ovest)
- Mingus: Charlie Mingus 1968, regia di Thomas Reichman (Stati Uniti)
- St. Louis Blues, regia di Dudley Murphy (Stati Uniti)
- Stopforbud, regia di Ole John, Jørgen Leth e Jens Jørgen Thorsen (Danimarca)
- "Sugar Chile" Robinson, Billie Holiday, Count Basie and His Sextet, regia di Will Cowan (Stati Uniti)
- Le Vampire, regia di Jean Painlevé (Francia)

- Il Cinema Novo brasiliano
- O Baiano Fantasma, regia di Denoy de Oliveira (Brasile)
- Bar Esperança, regia di Hugo Carvana (Brasile)
- Cabaret Mineiro, regia di Carlos Alberto Prates Correia (Brasile)
- Exu-Piá, Coração de Macunaíma, regia di Paulo Veríssimo (Brasile)
- O Mágico e o Delegado, regia di Fernando Campos (Brasile)
- Memórias do Cárcere, regia di Nelson Pereira dos Santos (Brasile)
- Noites do Sertão, regia di Carlos Alberto Prates Correia (Brasile)
- A Próxima Vítima, regia di João Batista de Andrade (Brasile)

#### Prospettive
- Almutanz, regia di Klaus Dörries (Germania Ovest)
- Amerasia, regia di Wolf-Eckart Bühler (Germania Ovest)
- Das Aquarium, regia di Adolf e Renate Härtl (Germania Ovest)
- The Beast 666, regia di Ika Schier (Germania Ovest)
- Beim letzten Ton des Zeitzeichens beginnt die Sommerzeit, regia di Wolfgang Ramsbott (Germania Ovest)
- Black Hills, regia di Michael Kuball (Germania Ovest)
- Bücher im Nacken, regia di Helmut-Ulrich Weiss (Germania Ovest)
- Daheim sterben die Leut', regia di Klaus Gietinger e Leo Hiemer (Germania Ovest)
- Fatale femme, regia di Claudia Schillinger (Germania Ovest)
- Flammender Pfeil im Reich der schnellen Bilder, regia di Thomas Meyer-Hermann (Germania Ovest)
- Flor de corazón, regia di Karin Albers (Messico)
- Fuge Staccato, regia di Chantal Laventure (Germania Ovest)
- Gerda, regia di Ingrid Pape (Germania Ovest)
- Introduction to Fragment No. 31, regia di Joseph Somogyi (Germania Ovest)
- King Kong, regia di Hille Köhne (Germania Ovest)
- Kurzsichtig und Unterwegs, regia di Silvana Abbrescia-Rath (Germania Ovest)
- The Living Room (3): Great Kendo Commercial, regia di Klaus Telscher (Germania Ovest)
- Mezzogiorno, regia di Renate Merck (Germania Ovest)
- Nebel. Jagen, regia di Nicolas Humbert (Germania Ovest)
- On the Run, regia di Karin Viesel e Michael McLernon (Germania Ovest)
- Pulz, regia di Martin Kissener (Germania Ovest)
- Rauhnacht, regia di Klaus Weise (Germania Ovest)
- Schwarz-Weiss-Malerei, regia di Sophie Kotanyi (Germania Ovest)
- Señor Turista - Begegnungen am Tititacasee, regia di Gerlinde Böhm (Germania Ovest)
- Die Steine, regia di Ingo Kratisch e Jutta Sartory (Germania Ovest)
- Take Care, regia di Arthur Maria Schrödinger e Kirsten Steinhoff (Germania Ovest)
- Uli + Jost, regia di Walter Hettich (Germania Ovest)
- V20 - Eine ungenaue Erinnerung an eine Urkunde, regia di Ilona Bruver (Germania Ovest)
- Die vereinigten Staaten von Erinnerung, regia di Helmut-Ulrich Weiss (Germania Ovest)
- The Visiting Artist, di registi vari (Germania Ovest)

#### Proiezioni speciali
- Otto Klemperers lange Reise durch seine Zeit, regia di Philo Bregstein (Germania Ovest, Paesi Bassi, Austria)
- Wie de Waarheid Zegt Moet Dood, regia di Philo Bregstein (Paesi Bassi)
- Zombies und Dromomanen - Die blinden Vögel unterwegs, regia di Pierre DuTemps (Germania Ovest)

- Due film di Wim Wenders
- Chambre 666, regia di Wim Wenders (Francia, Germania Ovest)
- Reverse Angle (Reverse Angle: Ein Brief aus New York), regia di Wim Wenders (Stati Uniti, Francia, Germania Ovest)

- In memoria di Hollis Frampton (1936-1984)
- A and B in Ontario, regia di Hollis Frampton e Joyce Wieland (Canada)
- The Birth of Magellan: Cadenza I, regia di Hollis Frampton (Stati Uniti)
- The Birth of Magellan: Cadenza XIV, regia di Hollis Frampton (Stati Uniti)
- Gloria!, regia di Hollis Frampton (Stati Uniti)
- Straits of Magellan: Drafts and Fragments, regia di Hollis Frampton (Stati Uniti)

#### Il Nuovo cinema tedesco
- Der Beginn aller Schrecken ist Liebe, regia di Helke Sander (Germania Ovest)
- Berlin zur Kaiserzeit - Glanz und Schatten einer Epoche, regia di Irmgard von zur Mühlen (Germania Ovest)
- Der Callboy, regia di Axel Schulz (Germania Ovest)
- Drama in blond, regia di Lothar Lambert (Germania Ovest)
- Duo Valentianos, regia di Gertrud Pinkus (Germania Ovest)
- Heimat, regia di Edgar Reitz (Germania Ovest)
- Horror Vacui, regia di Rosa von Praunheim (Germania Ovest)
- Kaltes Fieber, regia di Josef Rusnak (Germania Ovest)
- Kaminsky - Ein Bulle dreht durch, regia di Michael Lähn (Germania Ovest)
- King Kongs Faust, regia di Heiner Stadler (Germania Ovest)
- Lieber Karl, regia di Maria Knilli (Germania Ovest, Austria)
- Out of order - Fuori servizio (Abwärts), regia di Carl Schenkel (Germania Ovest)
- Il record (Der Rekord), regia di Daniel Helfer (Svizzera, Germania Ovest)
- Das Schlangenfischkanu - Eine Flußreise in Amazonien, regia di Herbert Brödl (Austria, Germania Ovest)
- Der Spiegel, regia di Erden Kiral (Germania Ovest)
- Super, regia di Adolf Winkelmann (Germania Ovest)
- Tapetenwechsel, regia di Gabriela Zerhau (Germania Ovest)
- Tausend Augen, regia di Hans-Christoph Blumenberg (Germania Ovest)
- Treffer, regia di Dominik Graf (Germania Ovest)
- Tschechow in meinem Leben, regia di Vadim Glowna (Germania Ovest)
- Unerreichbare Nähe, regia di Dagmar Hirtz (Germania Ovest)
- Wenn ich mich fürchte, regia di Christian Rischert (Germania Ovest)
- Wodzeck, regia di Oliver Herbrich (Germania Ovest)
- Zielscheiben, regia di Volker Vogeler (Germania Ovest)

#### Video e Super 8
- 2 Minuten für 2 Minuten, regia di Romana Scheffknecht (Austria)
- After the Bible, regia di Kees de Groot e Frank Morssinkhof (Paesi Bassi)
- Anastenaria - Das Fest der Feuerläufer von Lagadas, regia di Margaret Raspé (Germania Ovest)
- Anatomy in Motion and Other TV Stories, regia di Ilene Segalove (Stati Uniti)
- Arcade, regia di Lyn Blumenthal, Carole Ann Klonarides e Ed Paschke (Stati Uniti)
- Artificial Paradise, regia di Tsuneo Nakai (Giappone)
- Body Views, regia di Hanspeter Ammann (Svizzera)
- Chanoyu, regia di Dalibor Martinis e Sanja Iveković (Jugoslavia)
- Close (to the Edit), regia di Zbigniew Rybczyński (Stati Uniti)
- The Contract, regia di Jim Shum (Hong Kong)
- Der Dämon in Berlin, regia di Gábor Bódy (Germania Ovest, Ungheria)
- De Occulta Philosophia, regia di Llurex e Gábor Bódy (Germania Ovest)
- Desert, regia di Nan Hoover (Paesi Bassi)
- Diana, regia di Koen Theys (Belgio)
- The Dominatrix Sleeps Tonight, regia di Beth B (Stati Uniti)
- Double Lunar Dogs, regia di Joan Jonas (Stati Uniti)
- Dragging the Bottom, regia di Julia Heyward (Stati Uniti)
- En passant, regia di Michael Klier (Germania Ovest)
- Evol, regia di Tony Oursler (Stati Uniti)
- Feature, regia di Simon Ko (Hong Kong)
- Fire!, regia di Dara Birnbaum (Stati Uniti)
- Fragebogen im IV. Reich, regia di Michael Engler e Gerd Roscher (Germania Ovest)
- Godard/Sollers: L'entretien, regia di Jean-Paul Fargier (Francia)
- Handfest - Freiwillige Selbstkontrolle, regia di Michael Brynntrup (Germania Ovest)
- Hatching, regia di Comyn Mo (Hong Kong)
- Hong Kong Topography, regia di Ingo Petzke e Jim Shum (Germania Ovest, Hong Kong)
- Ich mache die Schmerzprobe, regia di Marcel Odenbach (Germania Ovest)
- Infermental IV + Special Issue, di registi vari[13][14]
- In Re Don Giovanni, regia di Jermey Welsh (Regno Unito)
- J'ai la tête qui tourne, regia di Jacques Louis Nyst (Belgio)
- Jeder Schuss ein Treffer, regia di Klaus vom Bruch (Germania Ovest)
- Journey, regia di Danny Yung (Hong Kong)
- Juste le temps, regia di Robert Cahen (Francia)
- Das Konzert, regia di Romana Scheffknecht (Austria)

- Küchengespräche mit Rebellinnen, regia di Karin Berger, Elisabeth Holzinger, Charlotte Podgornik e Lisbeth N. Trallori (Austria)
- The Lord's Prayer, regia di John Scarlett-Davis (Regno Unito)
- Media Games, regia di Bernd Kracke (Germania Ovest, Stati Uniti)
- Meditations India, regia di Steven Teo (Hong Kong)
- Meditations River, regia di Steven Teo (Hong Kong)
- Das Multipolarband, regia di Ingo Günther (Germania Ovest)
- Naturkatastrophenballet/Naturkatastrophengesang, regia di Rolf Brombacher (Germania Ovest)
- New Maps of the City, regia di Roger Garcia e Jim Shum (Hong Kong)
- Polsi sottili, regia di Giancarlo Soldi (Italia)
- Portrobot, regia di Gerd Belz (Germania Ovest)
- Recording, regia di Simon Ko (Hong Kong)
- Rhythm, regia di Jim Shum (Hong Kong)
- Rockercise Circus, regia di Paul Garrin (Stati Uniti)
- Rocky 73, regia di Jim Shum (Hong Kong)
- Rote Sterne, regia di Rüdiger Sünner e Nikolaus Schäuble (Germania Ovest)
- Sacrifice, regia di Comyn Mo (Hong Kong)
- Samba Samba - Ein Film von draußen vor den Mauern, regia di Claudio Fischer-Zernin, Klaus Otto e Volker Schutsch (Germania Ovest)
- Some Musics, regia di Wojciech Bruszewski (Polonia)
- So war das S.O.36, regia di Manfred O. Jelinski e Jörg Buttgereit (Germania Ovest)
- Superman, regia di Gusztáv Hámos (Germania Ovest)
- Terra degli Dea Madre, regia di Marina Abramović e Ulay (Germania Ovest, Paesi Bassi)
- That's It, Forget It, regia di Branda Miller (Stati Uniti)
- Transatlantic, regia di Jerry Liu (Hong Kong)
- Vagy-vagy a Chinatownban, regia di Gábor Bódy (Germania Ovest, Ungheria, Canada)
- Veneno puro, regia di Xavier F. Villaverde (Spagna)
- Video Tableaux, regia di Joyan Saunders (Canada)
- Vite di ballatoio, regia di Daniele Segre (Italia)
- The Voice of the President, regia di Wolfgang Staehle (Stati Uniti, Germania Ovest)
- Voyage, regia di Law Wai-Ming (Hong Kong)
- The Water Catalogue, regia di Bill Seaman (Stati Uniti)
- The Wellington Suite, regia di Mike Steiner (Germania Ovest)

### Kinderfilmfest
- Bhombal Sardar, regia di Nripen Ganguly (India)
- Biberspur, regia di Walter Beck (Germania Est)
- Bill och hemliga Bolla, regia di Jan Gissberg (Svezia)
- Blackberry Subway Jam, regia di Robert Doucet (Canada)
- The Boy and the Snow Goose, regia di Gayle Thomas (Canada)
- Breakout, regia di Frank Godwin (Regno Unito)
- Busters verden, regia di Bille August (Danimarca)
- Calatorie in jurul pamintului, regia di Felicia Puran (Romania)
- Ciskje - Storia di un bambino (Ciske de Rat), regia di Guido Pieters (Paesi Bassi)
- De hombre a hombre, regia di Ramón Fernández (Spagna)
- Gat in de grens, regia di Froukje Bos e Ruud Schuitemaker (Paesi Bassi)
- Min farmors hus, regia di Frode Højer Pedersen (Danimarca)
- Il mistero del Morca, regia di Marco Mattolini (Italia)
- Omalovánky, regia di Boris Baromykin (Cecoslovacchia)
- One Hundred Years, regia di Max Andersson (Svezia)
- Oslinaya shkura, regia di Nadezhda Kosheverova (Unione Sovietica)
- Pani bida, regia di Vlasta Pospísilová (Cecoslovacchia)
- La Petite Bande, regia di Michel Deville (Francia)
- Samson og Sally, regia di Jannik Hastrup (Danimarca, Svezia)
- Somn agitat, regia di Victor Antonescu (Romania)
- Song Shu Li Fa Shi, regia di Pu Jiaxiang (Cina)
- Ur en kos dagbok, regia di Birgitta Jansson (Svezia)
- Uz se nebojím, regia di Otakar Kosek (Cecoslovacchia)
- Výbuch bude v pet, regia di Josef Pinkava (Cecoslovacchia)

### Retrospettiva
- Le 7 facce del Dr. Lao (7 Faces of Dr. Lao), regia di George Pal (Stati Uniti)
- Il 7º viaggio di Sinbad (The 7th Voyage of Sinbad), regia di Nathan Juran (Regno Unito, Stati Uniti)
- 2002: la seconda odissea (Silent Running), regia di Douglas Trumbull (Stati UnitiA)
- Ventimila leghe sotto i mari (20,000 Leagues Under the Sea), regia di Richard Fleischer (Stati Uniti)
- L'aeroporto del deserto (Air Mail), regia di John Ford (Stati Uniti)
- Alien, regia di Ridley Scott (Regno Unito, Stati Uniti)
- Gli Argonauti (Jason and the Argonauts), regia di Don Chaffey (Regno Unito, Stati Uniti)
- Avventura nella fantasia (The Wonderful World of the Brothers Grimm), regia di Henry Levin e George Pal (Stati Uniti)
- La ballata dei fantasmi (Das Spukschloß im Spessart), regia di Kurt Hoffmann (Germania Ovest)
- La bambola del diavolo (The Devil-Doll), regia di Tod Browning (Stati Uniti)
- Il barone di Münchhausen (Münchhausen), regia di Josef von Báky (Germania)
- Il barone di Munchausen (Baron Prásil), regia di Karel Zeman (Cecoslovacchia)
- La bella e la bestia (La belle et la bête), regia di Jean Cocteau (Francia)
- Una bionda in paradiso (Topper Returns), regia di Roy Del Ruth (Stati Uniti)
- Capitan Sinbad (Captain Sindbad), regia di Byron Haskin (Stati Uniti, Germania Ovest)
- Cesta do praveku, regia di Karel Zeman (Cecoslovacchia)
- Cittadino dello spazio (This Island Earth), regia di Joseph M. Newman (Stati Uniti)
- Darby O'Gill e il re dei folletti (Darby O'Gill and the Little People), regia di Robert Stevenson (Stati Uniti)
- La donna invisibile (The Invisible Woman), regia di A. Edward Sutherland (Stati Uniti)
- Eraserhead - La mente che cancella (Eraserhead), regia di David Lynch (Stati Uniti)
- L'esorcista (The Exorcist), regia di William Friedkin (Stati Uniti)
- Il figlio di King Kong (The Son of Kong), regia di Ernest B. Schoedsack (Stati Uniti)
- La fine del mondo (La fin du monde), regia di Abel Gance (Francia)
- Gianni e Pinotto contro l'uomo invisibile (Bud Abbott and Lou Costello Meet the Invisible Man), regia di Charles Lamont (Stati Uniti)
- Godzilla (Gojira), regia di Ishirō Honda (Giappone)
- La guerra dei mondi (The War of the Worlds), regia di Byron Haskin (Stati Uniti)
- Guerre stellari (Star Wars), regia di George Lucas (Stati Uniti)
- Hardware Wars, regia di Ernie Fosselius (Stati Uniti)
- Immer wieder Glück, regia di Ferdinand Diehl (Germania Ovest)
- L'Impero colpisce ancora (Star Wars: Episode V - The Empire Strikes Back), regia di Irvin Kershner (Stati Uniti)
- Incontri ravvicinati del terzo tipo (Close Encounters of the Third Kind), regia di Steven Spielberg (Stati Uniti)
- The Incredible Shrinking Woman, regia di Joel Schumacher (Stati Uniti)
- Gli invasati (The Haunting), regia di Robert Wise (Regno Unito, Stati Uniti)
- L'isola delle anime perdute (Island of Lost Souls), regia di Erle C. Kenton (Stati Uniti)
- L'isola misteriosa (The Mysterious Island), regia di Lucien Hubbard (Stati Uniti)
- Joe l'inafferrabile (Invisible Agent), regia di Edwin L. Marin (Stati Uniti)
- Das kalte Herz, regia di Paul Verhoeven (Germania Est)
- Il mago di Oz (The Wizard of Oz), regia di Victor Fleming (Stati Uniti)
- Mary Poppins, regia di Robert Stevenson (Stati Uniti)
- Metropolis, regia di Fritz Lang (Germania)
- Il mondo perduto (The Lost World), regia di Harry O. Hoyt (Stati Uniti)
- Il nuovo Gulliver (Novyj Gulliver), regia di Aleksandr Ptuško (Unione Sovietica)
- Orfeo (Orphée), regia di Jean Cocteau (Francia)
- Il pianeta proibito (Forbidden Planet), regia di Fred M. Wilcox (Stati Uniti)
- Pinocchio - La chiavetta d'oro (Solotoi klucik), regia di Aleksandr Ptuško (Unione Sovietica)
- Poltergeist - Demoniache presenze (Poltergeist), regia di Tobe Hooper (Stati Uniti)
- Quarto potere (Citizen Kane), regia di Orson Welles (Stati Uniti)
- Questo pazzo, pazzo, pazzo, pazzo mondo (It's a Mad Mad Mad Mad World), regia di Stanley Kramer (Stati Uniti)
- Radiazioni BX: distruzione uomo (The Incredible Shrinking Man), regia di Jack Arnold (Stati Uniti)
- Raumpatrouille, regia di Theo Mezger (Germania Ovest)
- Il ritorno dell'uomo invisibile (The Invisible Man Returns), regia di Joe May (Stati Uniti)
- San Francisco, regia di W. S. Van Dyke (Stati Uniti)
- Solo una notte (Sylvie et le fantôme), regia di Claude Autant-Lara (Francia)
- Spirito allegro (Blithe Spirit), regia di David Lean (Regno Unito)
- Lo studente di Praga (Der Student von Prag), regia di Paul Wegener e Stellan Rye (Germania)
- Synthetischer Film oder Wie das Monster King Kong von Fantasie und Präzision gezeugt wurde, regia di Helmut Herbst (Germania Ovest)
- Il testamento di Orfeo (Le testament d'Orphée, ou ne me demandez pas pourquoi!), regia di Jean Cocteau (Francia)
- Tommy, regia di Ken Russell (Regno Unito)
- U-Boot 96 (Das Boot), regia di Wolfgang Petersen (Germania Ovest)
- Gli uccelli (The Birds), regia di Alfred Hitchcock (Stati Uniti)
- Universe, regia di Roman Kroitor e Colin Low (Canada)
- Uomini sulla Luna (Destination Moon), regia di Irving Pichel (Stati Uniti)
- L'uomo con la macchina da presa (Chelovek s kino-apparatom), regia di Dziga Vertov (Unione Sovietica)
- L'uomo invisibile (The Invisible Man), regia di James Whale (Stati Uniti)
- La vita futura (Things to Come), regia di William Cameron Menzies (Regno Unito)
- Volshebnoye zerno, regia di Fyodor Filippov e Valentin Kadochnikov (Unione Sovietica)

## Premi

### Premi della giuria internazionale
- Orso d'oro: ex aequo La signora e lo straniero di Rainer Simon e Il mistero di Wetherby di David Hare
- Menzione speciale: Les Enfants di Marguerite Duras, Pizza Connection di Damiano Damiani e Tarik Akan, per l'interpretazione in Pehlivan di Zeki Ökten
- Orso d'argento, gran premio della giuria: Szirmok, virágok, koszorúk di László Lugossy
- Orso d'argento per il miglior regista: Robert Benton per Le stagioni del cuore
- Orso d'argento per la migliore attrice: Jo Kennedy, per Wrong World di Ian Pringle
- Orso d'argento per il miglior attore: Fernando Fernán Gómez, per Stico di Jaime de Armiñán
- Orso d'argento per il miglior contributo artistico: Tage Danielsson, per la regia di Ronja Rövardotter
- Orso d'argento per il miglior contributo singolo: Tolomusch Okejew, per la regia e la sceneggiatura di The Descendant of the Snow Leopard
- Orso d'oro per il miglior cortometraggio: Nr. 1 - Aus Berichten der Wach- und Patrouillendienste di Helke Sander
- Orso d'argento, premio della giuria (cortometraggi): Paradise di Tsuneo Nakai

### Premi delle giurie indipendenti
- Premio FIPRESCI: Tōkyō saiban di Masaki Kobayashi (fuori concorso)
Premio FIPRESCI (Forum): ex aequo Cabra Marcado Para Morrer di Eduardo Coutinho e Secret Honor di Robert Altman
- Premio OCIC: ex aequo Le stagioni del cuore di Robert Benton e Which Side Are You On? di Ken Loach
Menzione d'onore: Je vous salue, Marie di Jean-Luc Godard
- Premio INTERFILM Otto Dibelius:[15] Je vous salue, Marie di Jean-Luc Godard
Raccomandazione: Il mistero di Wetherby di David Hare
Premio INTERFILM Otto Dibelius (Forum): Die Kümmeltürkin geht di Jeanine Meerapfel
Raccomandazione (Forum): Ahlam el Madina di Mohamed Malas
INTERFILM One World Film Prize (Forum): Cabra Marcado Para Morrer di Eduardo Coutinho
- Premio CICAE Art Cinema: ex aequo Il mistero di Wetherby di David Hare e Les Enfants di Marguerite Duras
- Premio CIDALC: Les Enfants di Marguerite Duras
- Premio UNICEF: Busters verden di Bille August
Menzione d'onore: Ciskje - Storia di un bambino di Guido Pieters
Premio UNICEF al miglior cortometraggio: One Hundred Years di Max Andersson
- Premio CIFEJ: Busters verden di Bille August
Menzione d'onore: Ur en kos dagbok di Birgitta Jansson
- Premio Otto Domnick: Great Kendo Commercial di Klaus Telscher

### Premi dei lettori
- Premio dei lettori della Berliner Morgenpost: Ronja Rövardotter di Tage Danielsson
- Premio dei lettori di Zitty: ex aequo Notre nazi di Robert Kramer e Wundkanal di Thomas Harlan